# 25. květen
25. květen je 145. den roku podle gregoriánského kalendáře (146. v přestupném roce). Do konce roku zbývá 220 dní. Svátek má Viola.

## Události

### Česko
- 1872 – Po přívalovém dešti nastala v Čechách povodeň a protrhla se hráz Mladotického rybníka na Plzeňsku. Během záplav zemřelo 337 lidí.
- 1891 – Na Jubilejní zemské výstavě v Praze byl poprvé vypuštěn balon Kysibelka.
- 1917 – Při výbuchu v muniční továrně v Plzni zahynulo asi 202 lidí.
- 1997 – Došlo k sebevražednému výbuchu v Priessnitzově sanatoriu v Jeseníku. Zemřel při něm pachatel Bohumil Šole, někdejší zaměstnanec Synthesie.

### Svět
- 1810 – Vyhlášení nezávislosti Argentiny.
- 1721 – V bitvě u Selångeru během Severní války zvítězilo Rusko nad Švédskem.
- 1793 – Francouzské revoluční války: royalisté vedení markýzem de Lescure porazili francouzskou republikánskou armádu vedenou generálem Alexisem Chalbosem v bitvě u Fontenay-le-Comte.
- 1948 – Ve vykonstruovaném politickém procesu byl popraven Witold Pilecki, polský protinacistický a protikomunistický bojovník.
- 1955 – Britští horolezci George Band a Joe Brown poprvé vystoupili na třetí nejvyšší horu světa Kančendžengu.
- 1961 – Prezident USA John F. Kennedy ve svém projevu uvedl, že by Spojené státy měly v rámci programu Apollo dopravit člověka na Měsíc a bezpečně zpět na Zemi do roku 1970.
- 1963 – V etiopské Addis Abebě založilo 32 afrických zemí Organizaci africké jednoty.
- 1977 – Proběhla premiéra filmu Star Wars: Epizoda IV – Nová naděje.
- 1979 – Při startu pravidelného letu z Chicaga do Los Angeles se letadlo DC-10 zřítilo a zahynulo všech 271 lidí na palubě.
- 1998 – Na nejvyšší horu světa Mount Everest vystoupil první tělesně postižený horolezec – jednonohý Američan Tom Whittaker.
- 2013 – Proběhl protestní pochod proti Monsantu, v mnoha městech na celém světě se ho účastnilo na 2 miliony lidí.
- 2014 – V prvním kole prezidentských voleb na Ukrajině zvítězil Petro Porošenko.

## Narození
Automatický abecedně řazený seznam viz Kategorie:Narození 25. května

### Česko

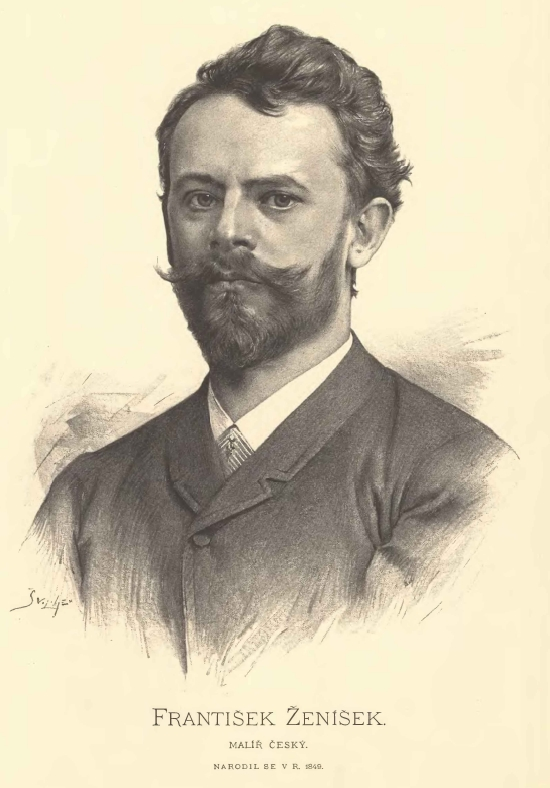
František Ženíšek (* 1849)

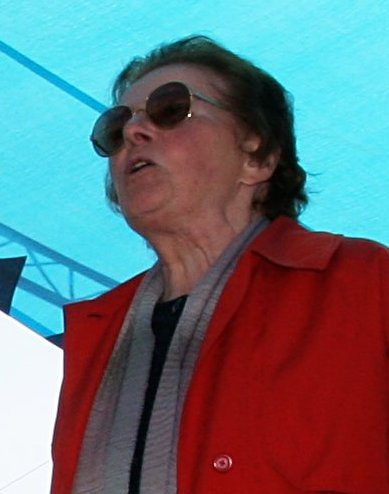
Jiřina Švorcová (* 1928)

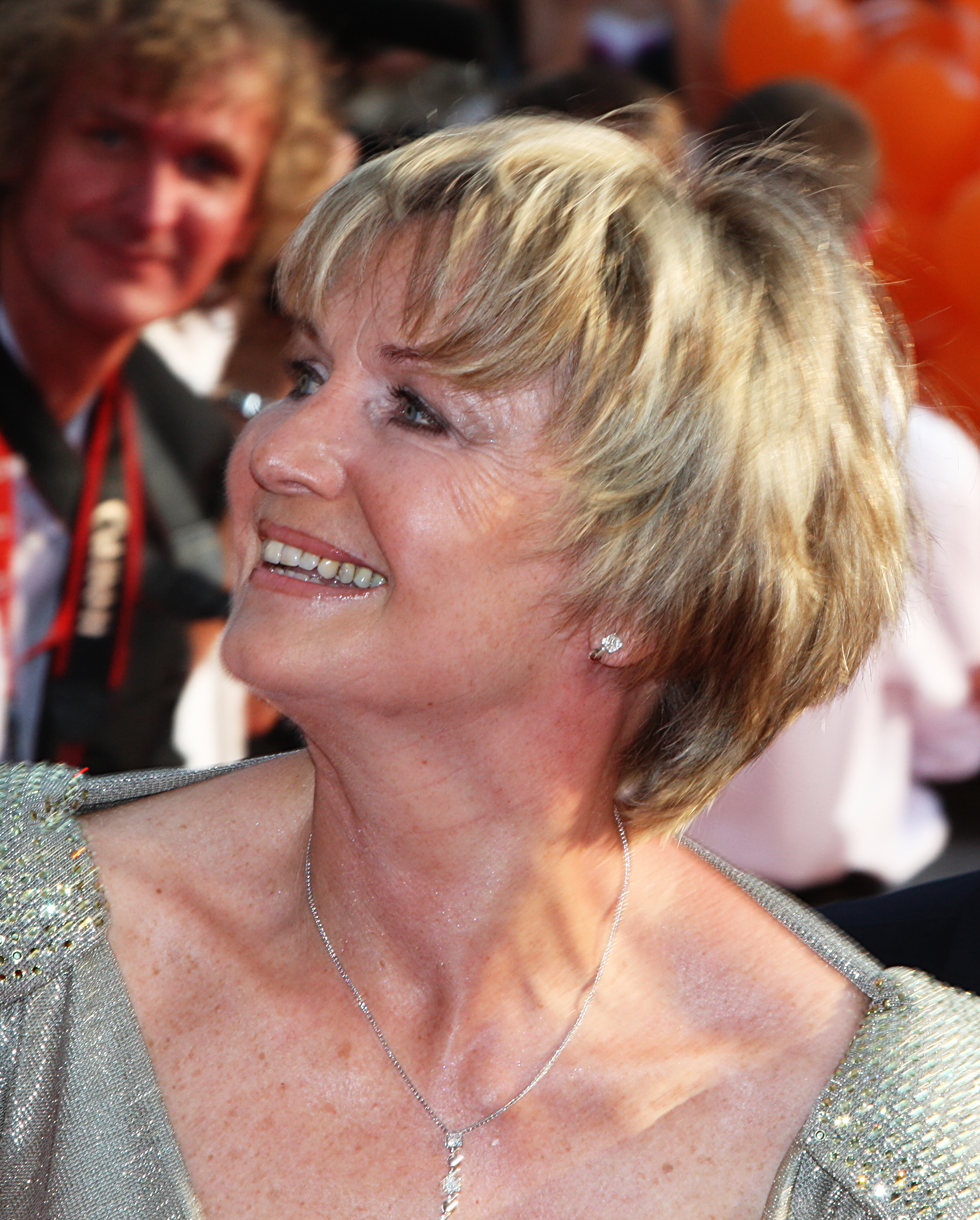
Eliška Balzerová (* 1949)

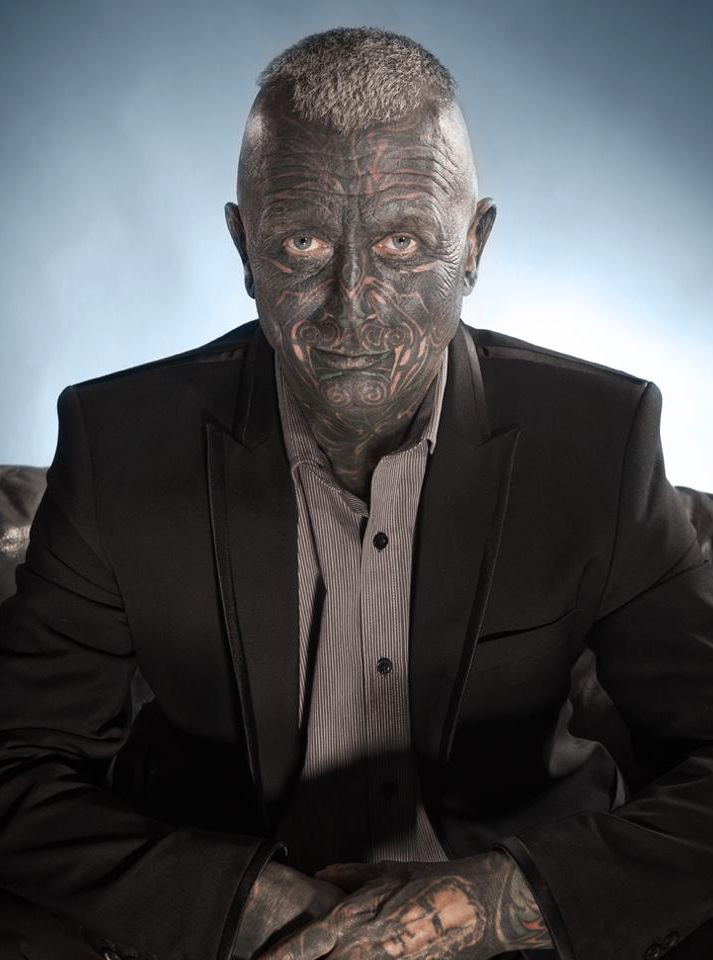
Vladimír Franz (* 1959)

- 1335 – Markéta Lucemburská, princezna, dcera Karla IV., uherská královna († 7. září 1349)
- 1847 – Jan Nepomuk Kapras, pedagog, psycholog a filozof († 15. června 1931)
- 1848 – Jan Urban Jarník, romanista, zastánce česko-rumunských vztahů († 12. ledna 1923)
- 1849 – František Ženíšek, malíř († 15. listopadu 1916)
- 1852 – Eduard August Schroeder, právník a sociolog († 16. února 1928)
- 1854 – Otokar Mokrý, básník, žurnalista a překladatel († 1. ledna 1899)
- 1855 – Anton Rzehak, geolog a archeolog († 31. března 1923)
- 1867 – Antonin Foerster, slovinský klavírní virtuos českého původu († 9. ledna 1915)
- 1868 – Otokar Bém, architekt († 28. října 1949)
- 1872 – Ján Janík, československý politik († 25. června 1951)
- 1877 – Augustin Štefan, československý politik († ?)
- 1888 – Alois Srdce, knihkupec a nakladatel († 31. ledna 1966)
- 1889
  - Ferdinand Pujman, dramaturg, režisér opery Národního divadla v Praze a estetik († 17. prosince 1961)
  - Hugo Sonnenschein, německy píšící básník a anarchista († 20. července 1953)
- 1891 – Olga Masaryková, dcera prezidenta Tomáše Garrigua Masaryka († 12. září 1978)
- 1894 – Čeněk Junek, automobilový závodník († 15. července 1928)
- 1897 – Rudolf Šedivý, oběť komunistické totality († 18. září 1970)
- 1901 – Břetislav Chrastina, příslušník výsadku Spelter († 11. června 1971)
- 1902 – Jaroslav Rössler, avantgardní fotograf († 5. ledna 1990)
- 1904 – Jan Sokol, architekt († 27. září 1987)
- 1905 – Ladislav Tikal, československý gymnasta, olympionik († 30. června 1980)
- 1910 – Antonín Haas, archivář († 17. prosince 1971)
- 1911 – František Horák, knihovník a bibliograf († 18. února 1983)
- 1916 – Jaroslav Skála, lékař, bojovník proti alkoholismu a zakladatel první záchytné stanice († 26. listopadu 2007)
- 1919 – Josef Šmída, herec, režisér a dramatik († 7. července 1969)
- 1920 – Ctibor Rybár, šéfredaktor Nakladatelství Olympia, autor průvodců po Československu († 13. února 2013)
- 1923 – Jozef Marko, fotbalista († 26. září 1996)
- 1927 – Anna Ferencová, herečka
- 1928 – Jiřina Švorcová, herečka a komunistická politička († 8. srpna 2011)
- 1929 – Miloš Štejfa, lékař, internista, kardiolog († 20. května 2015)
- 1930 – Věroslav Sláma, příslušník 3. odboje, politický vězeň komunismu († 15. srpna 2018)
- 1931 – Jiří Vacek, mystik, spisovatel a překladatel duchovní literatury († 27. dubna 2021)
- 1932
  - Taras Kuščynskyj, fotograf († 27. prosince 1983)
  - Jaroslav Boček, spisovatel, scenárista, dramaturg, publicista a filmař († 15. března 2003)
  - Jiří Urbanec, literární historik († 15. listopadu 2014)
- 1933
  - Jaromír Šavrda, spisovatel, disident a chartista († 2. května 1988)
  - Jindřich Brabec, hudební skladatel a publicista († 5. července 2001)
  - František Zoulík, právník a vysokoškolský pedagog († 23. března 2013)
- 1937 – Milan Růžička, televizní a filmový režisér a scenárista († 4. března 2011)
- 1939 – Jaroslav Koloděj, řezbář loutek a amatérský dramatik († 22. dubna 2008)
- 1946 – Milan Buben, historik, heraldik
- 1947
  - Jiří Tiller, fotograf
  - Alena Hynková, scenáristka, dramaturgyně a režisérka († 8. dubna 2014)
- 1949 – Eliška Balzerová, herečka
- 1950
  - Otomar Kvěch, hudební skladatel a pedagog
  - Miloš Holeček, předseda Ústavního soudu
- 1951 – Milena Soukupová, zpěvačka
- 1952 – Vladimír Hučín, disident
- 1954 – Jaroslav Petr, grafik, ilustrátor, heraldik a vexilolog († 19. května 2023)
- 1955
  - Honza Volf, básník, kreslíř a prozaik
  - Michal Hejný, herec († 22. října 1996)
- 1958 – Vlastimil Bařinka, politik
- 1959 – Vladimír Franz, hudební skladatel a malíř
- 1965 - Lucie Juřičková, dabérka a herečka
- 1974 – Milan Cais, bubeník skupiny Tata Bojs a výtvarník
- 1975 – Zdeněk Godla, herec
- 1977 – Petra Kostovčíková, tanečnice a trenérka
- 1980 – Aleš Urbánek, fotbalista
- 1982 – Miroslav Blaťák, hokejista
- 1983 – Alexandra Mynářová, moderátorka
- 1996 – David Pastrňák, lední hokejista

### Svět

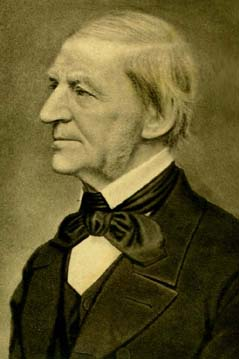
Ralph Waldo Emerson (* 1803)

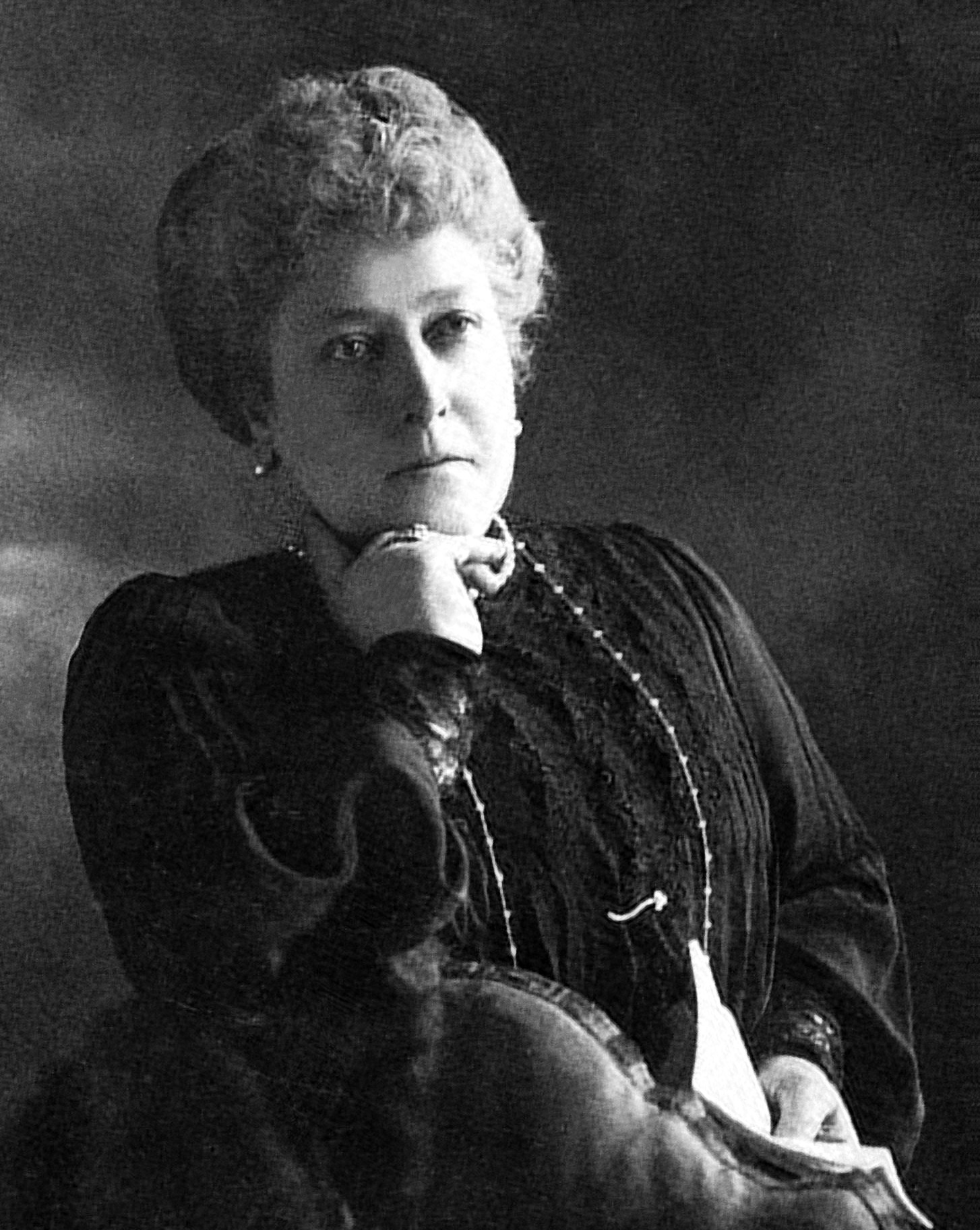
Helena Britská (* 1846)

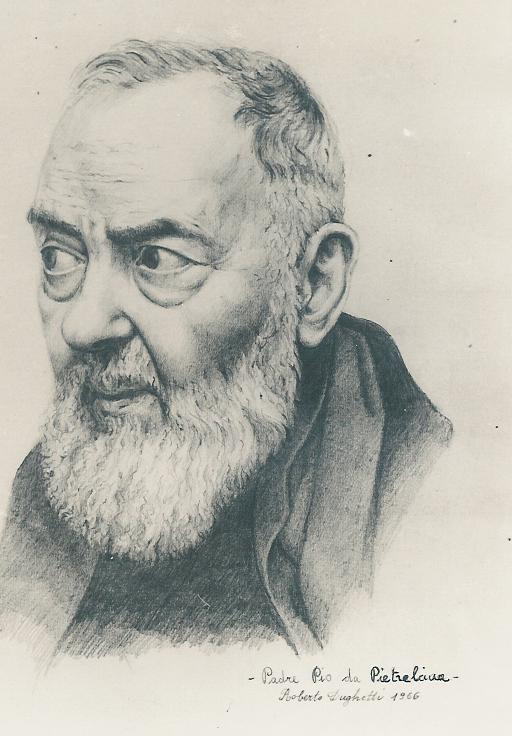
Pio z Pietrelciny (* 1887)

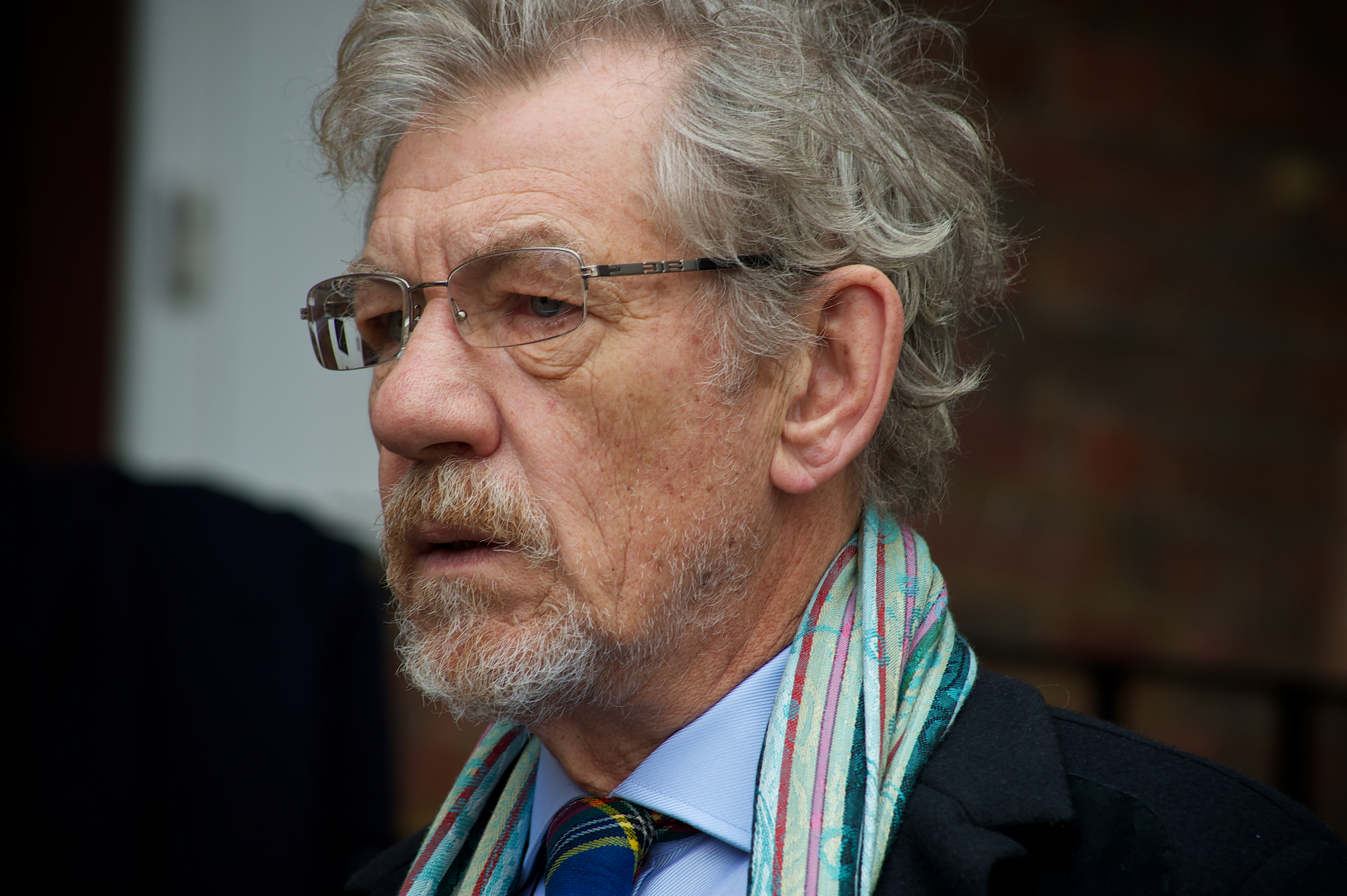
Ian McKellen (* 1939)

- 1048 – Šen-cung (Sung), čínský císař († 1. dubna 1085)
- 1320 – Togon Temür, poslední císař říše Jüan a veliký chán Mongolů († 23. května 1370)
- 1550 – Svatý Kamil de Lellis, patron nemocných a umírajících († 14. července 1614)
- 1677 – Františka Marie Bourbonská, nemanželská dcera francouzského krále Ludvíka XIV. († 1. února 1749)
- 1690 – Josef Jan Adam z Lichtenštejna, lichtenštejnské kníže († 17. prosince 1732)
- 1699 – Pattee Byng, 2. vikomt Torrington, britský politik a šlechtic († 23. ledna 1747)
- 1713 – John Stuart, skotský šlechtic a britský premiér († 10. března 1792)
- 1784 – John Frost, velšský dělnický vůdce († 27. července 1877)
- 1786 – Jean-Marie Bachelot de La Pylaie, francouzský botanik, archeolog a cestovatel († 12. října 1856)
- 1802 – Johann Friedrich von Brandt, německý přírodovědec († 15. července 1879)
- 1803
  - Edward Bulwer-Lytton, anglický spisovatel a politik († 18. ledna 1873)
  - Ralph Waldo Emerson, americký unitářský duchovní, esejista, básník a filosof († 27. dubna 1882)
- 1812 – Filippo Pacini, italský anatom, objevitel Vibrio cholerae († 9. června 1883)
- 1818 – Jacob Burckhardt, švýcarský historik, průkopník kulturních dějin a znalec italské renesance († 8. srpna 1897)
- 1826 – Danilo II. Petrović-Njegoš, první černohorský kníže († 13. srpna 1860)
- 1833 – Alfred Noack, italský fotograf († 21. listopadu 1895)
- 1843 – Anna Hesensko-Darmstadtská, meklenbursko-zvěřínská velkovévodkyně († 16. dubna 1865)
- 1844 – Caleb Walton West, americký politik († 25. ledna 1909)
- 1846
  - Naim Frashëri, albánský básník a překladatel († 20. října 1900)
  - Helena Britská, členka britské královské rodiny († 9. června 1923)
- 1848 – Helmuth von Moltke mladší, německý generál († 18. června 1916)
- 1852 – Christian Hedemann, dánský inženýr a havajský fotograf († 18. května 1932)
- 1856 – Ján Bahýľ, slovenský konstruktér a vynálezce († 13. března 1915)
- 1863 – Heinrich Rickert, německý novokantovský filosof († 25. července 1936)
- 1865
  - Fridrich August III. Saský, poslední saský král z rodu Wettinů († 18. února 1932)
  - John Mott, ředitel YMCA a WSCF, nositel Nobelovy cenu za mír († 31. ledna 1955)
  - Pieter Zeeman, nizozemský fyzik, nositel Nobelovy ceny za fyziku († 9. října 1943)
- 1868
  - Charles Hitchcock Adams, americký amatérský astronom († 8. srpna 1951)
  - David Janowski, francouzský šachový mistr († 15. ledna 1927)
- 1881 – Louis Magnus, první prezident Mezinárodní federace ledního hokeje († 1. listopadu 1950)
- 1882 – Ernst von Weizsäcker, německý diplomat, státní tajemník Ministerstva zahraničí za 2. světové války († 4. srpna 1951)
- 1884 – Clark Leonard Hull, americký psycholog († 10. května 1952)
- 1887
  - Dragiša Brašovan, srbský architekt († 6. října 1965)
  - Pio z Pietrelciny, italský katolický světec († 23. září 1968)
- 1888 – Jean Wahl, francouzský filosof († 19. června 1974)
- 1890 – Alexandr Jakovlevič Arosev, ruský spisovatel, politik a diplomat († 10. února 1938)
- 1895
  - Džiddú Krišnamúrti, indický filozof a básník († 17. února 1986)
  - Nikifor Krynicki, rusínský naivní malíř († 10. října 1968)
- 1897 – Heinrich Klüver, německo-americký experimentální psycholog a neurolog († 8. února 1979)
- 1898 – Gustav Regler, německý spisovatel a novinář († 14. ledna 1963)
- 1914 – Pavol Horov, slovenský básník a překladatel († 29. září 1975 )
- 1915 – Dillwyn Miles, velšský spisovatel a historik († 1. srpna 2007)
- 1920
  - Arthur Wint, jamajský běžec, dvojnásobný olympijský vítěz († 19. října 1992)
  - Urbano Navarrete Cortés, španělský kardinál, rektor Papežské univerzity Gregoriana († 22. listopadu 2010)
  - Dorotea Bavorská, rakouská arcivévodkyně a bavorská princezna († 5. července 2015)
- 1921 – Jack Steinberger, americký fyzik, nositel Nobelovy ceny za fyziku (†12. prosince 2020)
- 1924 – Marshall Allen, americký saxofonista
- 1925 – Rosario Castellanos, mexická spisovatelka († 7. srpna 1974)
- 1927
  - Norman Petty, americký hudebník, skladatel a producent († 15. srpna 1984)
  - Robert Ludlum, americký spisovatel špionážních románů († 12. března 2001)
- 1931 – Georgij Grečko, sovětský kosmonaut († 8. dubna 2017)
- 1933 – Romuald Klim, sovětský olympijský vítěz a mistr Evropy v hodu kladivem († 28. května 2011)
- 1938 – Raymond Carver, americký spisovatel a básník († 2. srpna 1988)
- 1939 – Ian McKellen, britský divadelní a filmový herec
- 1940 – Nobujoši Araki, japonský fotograf
- 1941 – Vladimir Voronin, prezident Moldavska
- 1942 – Brian Davison, britský bubeník († 15. dubna 2008)
- 1944 – Tim Page, britský fotožurnalista
- 1947 – Flavio Bucci, italský herec († 18. února 2020)
- 1948 – Klaus Meine, německý hudebník (Scorpions)
- 1949
  - Jamaica Kincaid, antigujská spisovatelka a esejistka
  - Klaus Naumann, německý generál, předsedou vojenské komise NATO
- 1950 – Jevgenij Kulikov, sovětský rychlobruslař, olympijský vítěz
- 1951 – François Bayrou, francouzský politik
- 1952
  - Petar Stojanov, prezident Bulharska
  - David Jenkins, anglický běžec na 400 metrů
- 1953 – Colin Falconer, britský spisovatel
- 1958 – Paul Weller, anglický hudebník, zpěvák a skladatel
- 1960 – Wallace Roney, americký jazzový trumpetista († 31. března 2020)
- 1963
  - Mike Myers, britský herec a komik
  - George Hickenlooper, americký režisér († 29. října 2010)
- 1966 – Laurentien Nizozemská, manželka nizozemského prince Constantinja
- 1971 – Stefano Baldini, italský atlet
- 1975 – Lauryn Hill, americká zpěvačka R&B
- 1976
  - Cillian Murphy, irský herec
  - Stefan Holm, švédský atlet
- 1977 – Alberto Del Rio, mexický profesionální wrestler
- 1979 – Jonny Wilkinson, anglický ragbista
- 1982 – Ezekiel Kemboi, keňský běžec na 3000 metrů překážek
- 1985 – Maria Korytcevová, ukrajinská tenistka
- 1986 – Luiza Złotkowská, polská rychlobruslařka
- 1991 – Joe Robinson, australský kytarista
- 1994
  - Richie Mo'unga, novozélandský ragbista
  - Matt Murray, kanadský lední hokejový brankář
- 1999 – Ibrahima Konaté, francouzský fotbalista

## Úmrtí
Automatický abecedně řazený seznam viz Kategorie:Úmrtí 25. května

### Česko

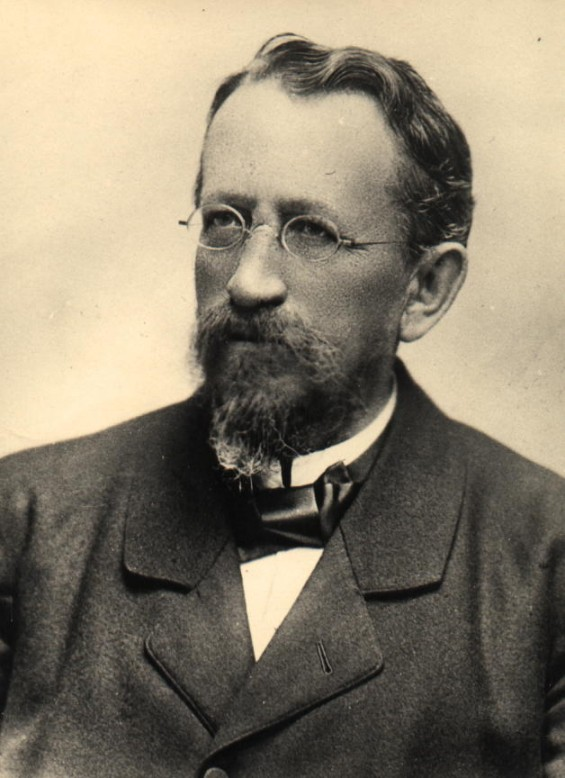
Jan Gebauer († 1907)

- 1801 – Ferdinand Kindermann, pedagog a biskup (* 27. listopadu 1740)
- 1816 – Vincenc Josef ze Schrattenbachu, brněnský biskup (* 18. června 1744)
- 1889 – August Breiský, lékař a pedagog (* 25. března 1832)
- 1907 – Jan Gebauer, jazykovědec (* 8. října 1838)
- 1915 – Heinrich Reiniger, poslanec Českého zemského sněmu a starosta Mariánských Lázní (* 15. února 1860)
- 1919 – Antonín Škoda, pedagog, překladatel z řečtiny a latiny (* 7. ledna 1839)
- 1926 – Antonín Němec, novinář a politik (* 17. ledna 1858)
- 1943 – František Xaver Svoboda, spisovatel (* 25. října 1860)
- 1945 – Vilém Kurz mladší, klavírní virtuos a pedagog (* 23. prosince 1872)
- 1950 – Josef Pohl, voják, oběť komunismu (* 15. dubna 1911)
- 1976 – Karel Schubert, horolezec, první Čech na Osmitisícovce (* 29. ledna 1945)
- 1984 – Antonín Devátý, houslista, dirigent a hudební skladatel (* 12. června 1903)
- 1996 – Jaroslav Simonides, překladatel (* 17. května 1915)
- 2008 – Antonín Jelínek, spisovatel, literární historik, kritik, publicista (* 10. července 1930)
- 2013 – Bohuslav Sedláček, hudební skladatel (* 13. srpna 1928)
- 2025 – Marie Tomášová, herečka (* 18. dubna 1929)

### Svět

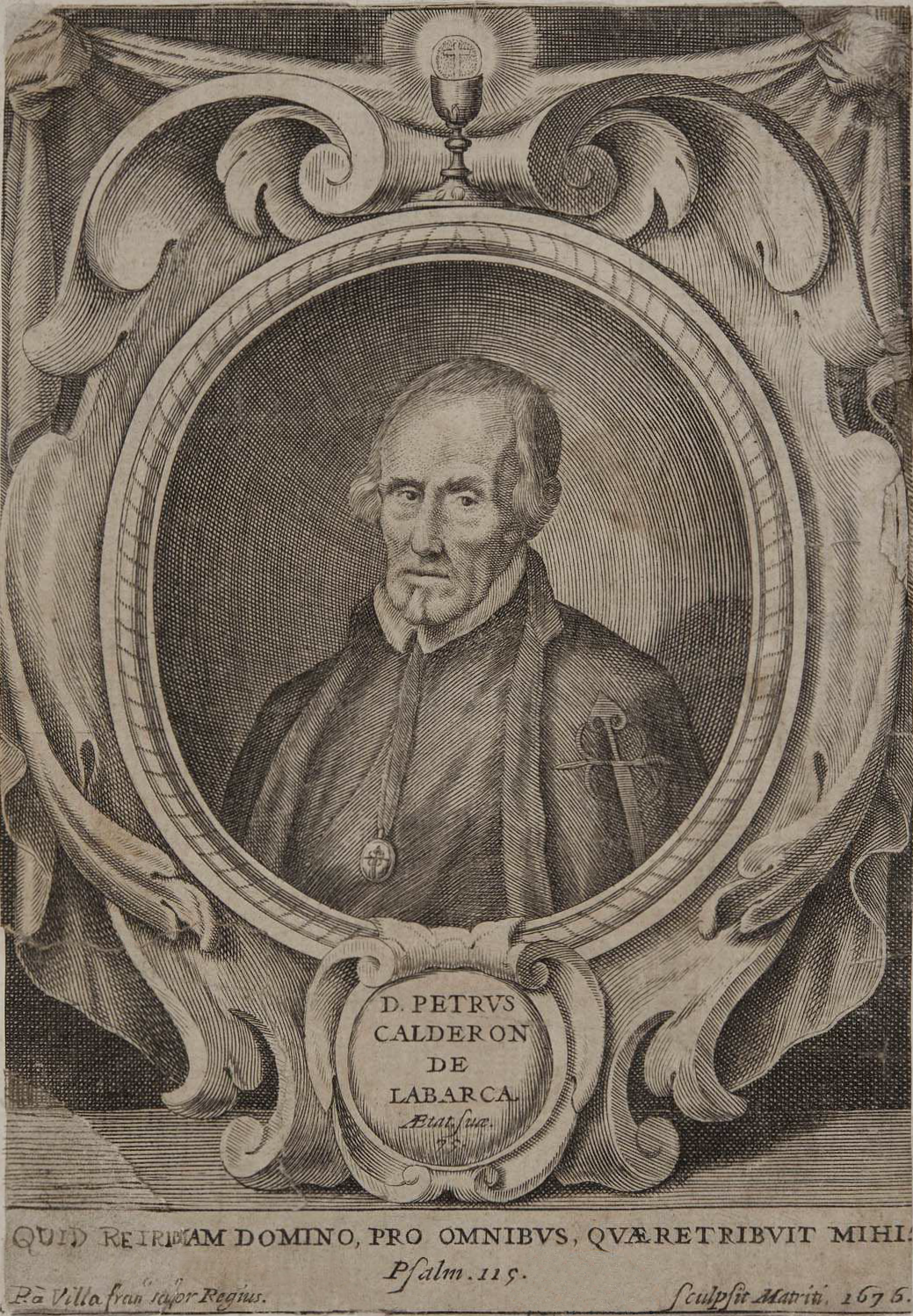
Pedro Calderón de la Barca († 1681)

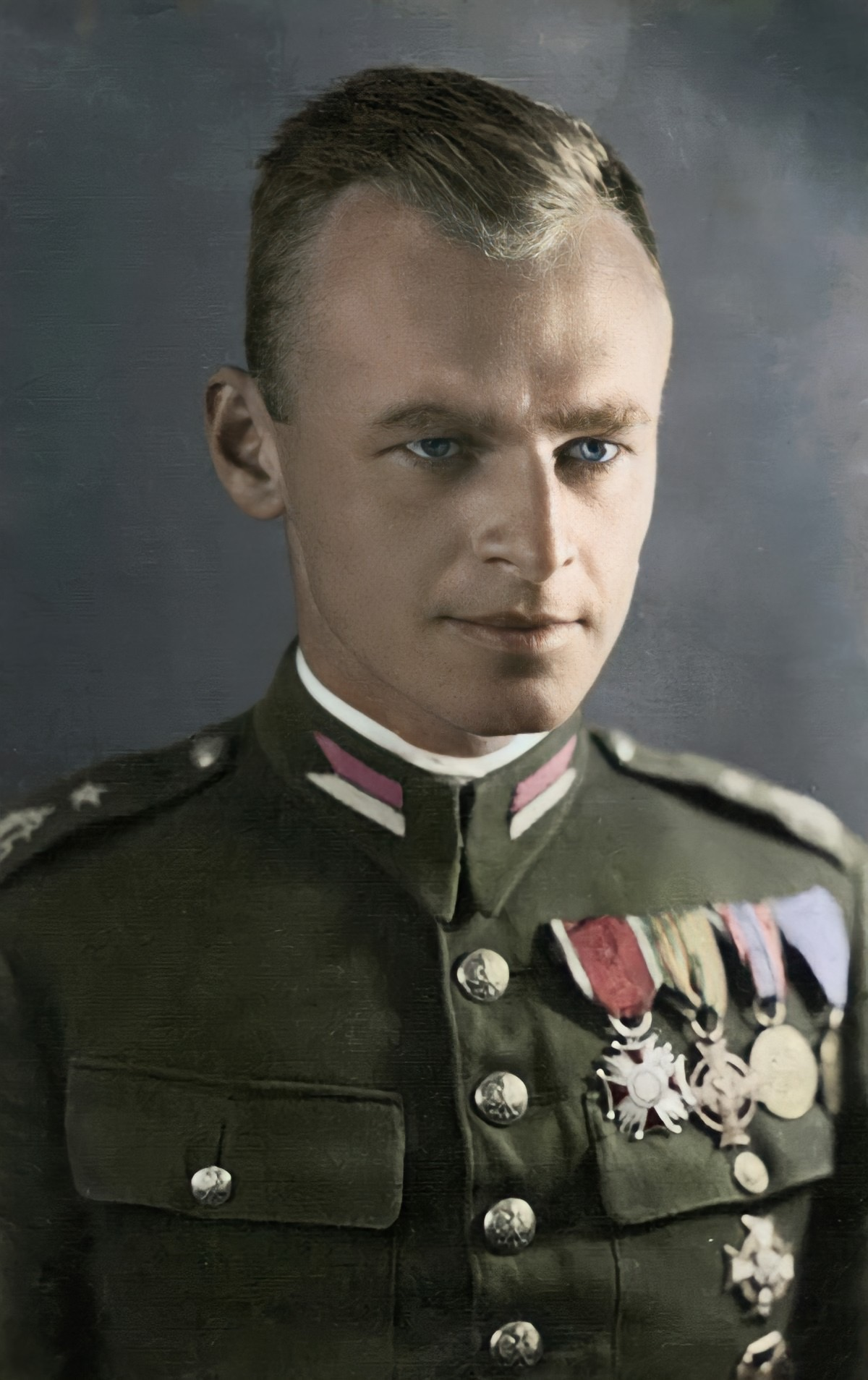
Witold Pilecki († 1948)

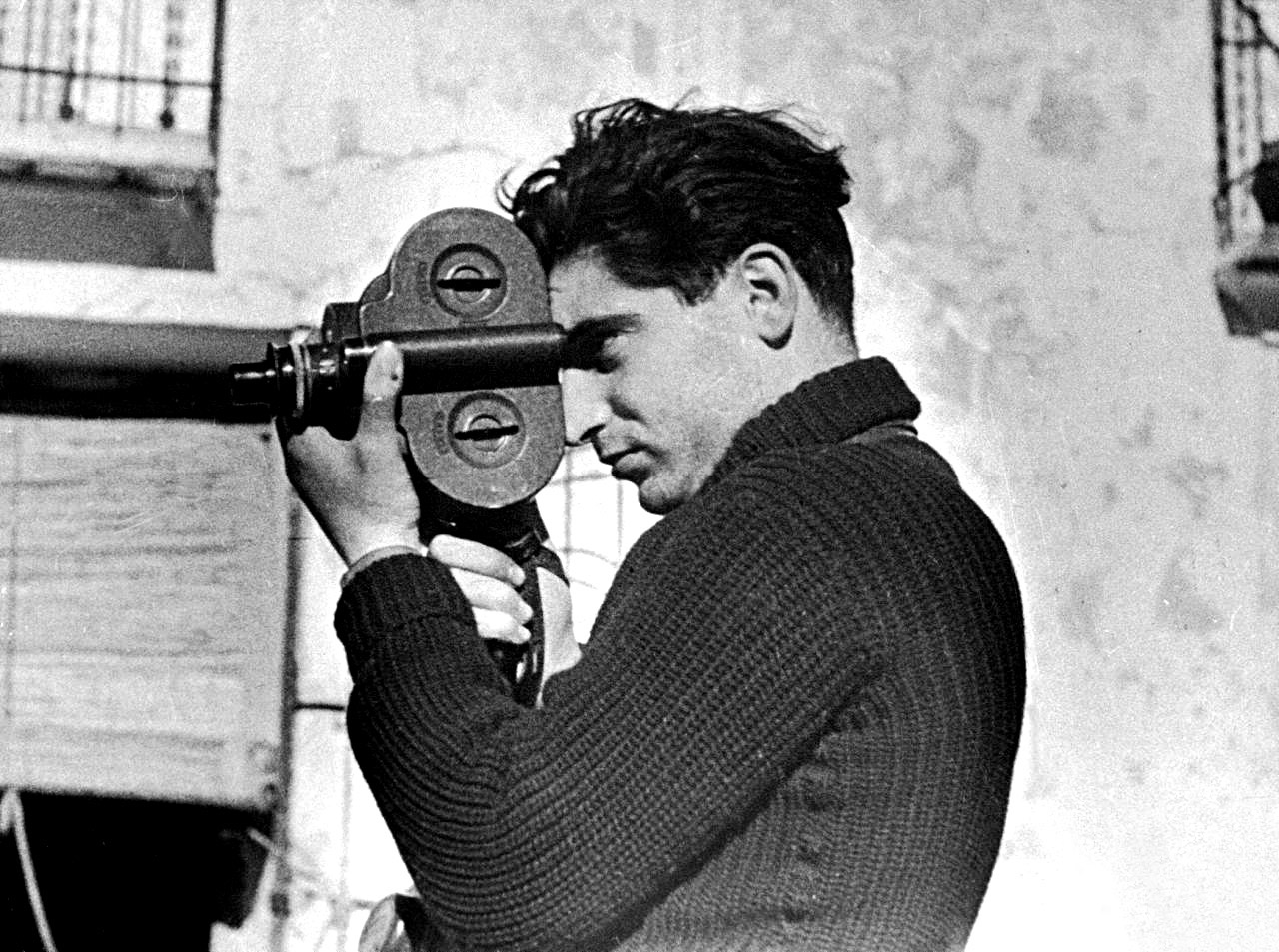
Robert Capa († 1954)

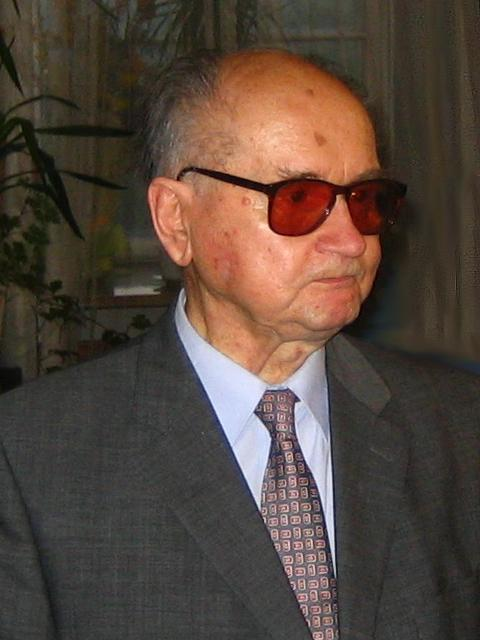
Wojciech Jaruzelski († 2014)

- 0641 – Konstantin III., byzantský císař (* 612)
- 0986 – Abdurrahmán ibn Umar as-Súfí, perský astronom (* 903)
- 1085 – Řehoř VII., papež (* 1020)
- 1261 – Alexandr IV., papež (* 1199)
- 1310 – Ota III. Korutanský, korutanský vévoda a tyrolský hrabě (* 1265)
- 1555 – Jindřich II. Navarrský, král Navarry (* 18. dubna 1503)
- 1616 – Filippo Spinelli, papežský nuncius na dvoře císaře Rudolfa II. (* 1566)
- 1628 – Karel z Harrachu, říšský hrabě, poradce císaře Ferdinanda II. Štýrského (* 1570)
- 1681 – Pedro Calderón de la Barca, španělský barokní dramatik a básník (* 1600)
- 1693 – Marie-Madeleine de La Fayette, francouzská spisovatelka (* 18. března 1634)
- 1741 – Daniel Ernst Jablonský, německý teolog a reformátor, biskup Jednoty Bratrské (* 20. listopadu 1660)
- 1786 – Petr III. Portugalský, portugalský král (* 5. července 1717)
- 1787 – Carl Gustav Jablonsky, německý přírodovědec a ilustrátor (* 1756)
- 1798 – Asmus Jacob Carstens, německý malíř (* 10. května 1754)
- 1800 – Karel Godefried von Rosenthal, olomoucký kanovník a biskup (* 1. října 1738)
- 1805 – William Paley, anglický filozof (* 14. července 1743)
- 1808 – Karel Jan z Ditrichštejna, moravsko-rakouský šlechtic a kníže (* 27. června 1728)
- 1848 – Annette von Droste-Hülshoffová, německá spisovatelka (* 10. ledna 1797)
- 1862 – Johann Nepomuk Nestroy, rakouský dramatik a herec (* 1801)
- 1876 – Franz von John, ministr války Rakouska-Uherska (* 20. listopadu 1815)
- 1894 – Charles Fredricks, americký portrétní fotograf (* 11. prosince 1823)
- 1896 – Franz Kuhn von Kuhnenfeld, ministr války Rakouska-Uherska (* 25. června 1817)
- 1899 – Maria Rosalia Bonheur, francouzská malířka (* 22. března 1822)
- 1903 – Marcel Renault, francouzský automobilový konstruktér a závodník (* 1872)
- 1913 – Alfred Redl, rakousko-uherský důstojník a ruský špión, (* 14. března 1864)
- 1923 – Josef Neumayer, poslanec a starosta Vídně (* 17. března 1844)
- 1926 – Symon Petljura, prezident Ukrajiny (* 22. května 1879)
- 1932 – Franz von Hipper, německý admirál (* 13. září 1863)
- 1934 – Gustav Holst, anglický skladatel (* 21. září 1874)
- 1936 – Ján Levoslav Bella, slovenský duchovní, hudební skladatel, sbormistr, dirigent, pedagog, publicista a varhaník (* 4. září 1843)
- 1944 – Kosta Pećanac, srbský četnický vojvoda (* 1879)
- 1945 – Děmjan Bědnyj, sovětský spisovatel (* 13. dubna 1883)
- 1948 – Witold Pilecki, spoluzakladatel protinacistické odbojové organizace Tajná polská armáda (* 13. května 1901)
- 1951 – Paula von Preradović, rakouská spisovatelka (* 12. října 1887)
- 1954 – Robert Capa, maďarský válečný fotograf (* 22. října 1913)
- 1956 – Johann Radon, rakouský matematik (* 16. prosince 1887)
- 1967 – Samko Dudík, slovenský lidový umělec (* 28. října 1880)
- 1970 – Christopher Dawson, anglický historik (* 12. října 1889)
- 1975 – Ivan Bukovčan, slovenský dramatik (* 15. září 1921)
- 1977 – Jevgenija Ginzburgová, ruská spisovatelka židovského původu (* 20. prosince 1904)
- 1983 – Idris I., král Libye (* 12. března 1889)
- 1988 – Ernst Ruska, německý fyzik, Nobelova cena za fyziku 1986 (* 25. prosince 1906)
- 1992
  - Vilém Bernard, předseda exilové české sociální demokracie (* 5. května 1912)
  - Philip Habib, americký diplomat (* 25. února 1920)
- 1993 – Buddhadása, thajský buddhistický filosof (* 27. května 1906)
- 1994
  - Sonny Sharrock, americký kytarista (* 27. srpna 1940)
  - Eric Gale, americký kytarista (* 20. září 1938)
- 1995 – Franz Zwilgmeyer, německý právník a sociolog (* 8. července 1901)
- 1996 – Barney Wilen, francouzský saxofonista (* 4. března 1937)
- 2000 – Francis Lederer, americký herec (* 6. listopadu 1899)
- 2001
  - Malcom McLean, americký průkopník kontejnerizace (* 14. listopadu 1913)
  - Alberto Korda, kubánský fotograf (* 14. září 1928)
  - Delme Bryn-Jones, velšský operní pěvec – barytonista (* 29. března 1934)
- 2005 – Věra Komárková, průkopnice ženského horolezectví (* 25. prosinec 1942)
- 2007 – Bartholomew Ulufa'alu, premiér Šalomounových ostrovů (* 1950)
- 2013 – Marshall Lytle, americký kontrabasista (* 1. září 1933)
- 2014 – Wojciech Jaruzelski, polský komunistický generál, politik a prezident (* 6. července 1923)
- 2015 – Mary Ellen Mark, americká fotografka (* 20. března 1940)
- 2021 – John Warner, americký právník a republikánský politik (* 18. února 1927)

## Svátky

### Česko
- Viola, Violeta
- Saxona
- Sinkler
- Upton
- Urban
- Nicol

### Svět
- Mezinárodní den pohřešovaných dětí
- Anglie – Bank Holiday
- Skotsko – May Day
- Jordánsko – Den nezávislosti
- Argentina – Národní den
- USA – Národní den stepu
- Libye, Súdán – Den květnové revoluce
- Den Afriky (Den africké svobody)
- Ručníkový den na počest anglického spisovatele Douglase Adamse
- Den ankh-morporské revoluce (Šeříkový den)
- Slovensko – Urban

Katolický kalendář
- Svatý Urban I., 17. papež katolické církve

## Pranostiky

### Česko
- Urban bývá studený pán.
- Po svatém Urbanu mráz neškodí džbánu.
- Pohoda na Urbana – pro sedláka vyhraná.
- Jak na Urbana bývá, takové pak setí rolník mívá.
- Urban krásný, vyjasněný – hojným vínem nás odmění.
- Na Urbana pěkný teplý den – bude suchý červenec i srpen.
Vinná réva nedbá toho – bude míti vína mnoho.
- Svítí-li slunce na svatého Urbana, bude úroda hlavně na víně.
- Urban-li nám pěkně hřeje a Vít (15. 6.) deštěm vlaží,
jak si člověk jenom přeje, tak jej pole blaží.
- Jasné slunce na den svatého Urbana hojnost dobrého vína znamená.
- Pankrác a Urban bez deště – hojnost vína.
- Prší-li na svatého Urbana, bude úroda hlavně na víně.
- Prší-li na svatého Urbana, znamená újmu vína;
pak-li jest pěkný čas, dobré víno bude.
- Když na Urbana prší, bude mnoho myší.
- Jaký den 25. máje jakožto na den Urbana povětří jest, takový podzimek následovati má.
- Na Urbana den pospěš síti len.
- Urbanův oves, Havlovo (16. 10.) žito – nechystej, sedláče, stodolu na to!
- Havlovo žito, Urbanův oves, co z toho bude, potom mi pověz!